# Impianti sportivi di Ñuñoa
Gli  impianti sportivi di Ñuñoa  (in spagnolo Campos de Sports de Ñuñoa) era un impianto sportivo multiuso di Ñuñoa, in Cile.  Includeva campi da tennis e di calcio, nonché altre strutture adibite alla pratica degli sport. Era la seconda sede di proprietà dell'Universidad Católica, contemporanea allo stadio Universidad Católica, successivamente sarebbero arrivati Independencia e Stadio San Carlos de Apoquindo.

## Storia
Gli impianti sportivi sono edificato nel 1918: i terreni su cui venne costruito erano il lascito testamentario di José Domingo Cañas, che aveva previsto, nelle sue ultime volontà, la cessione di una parte di essi affinché venissero impiegati per la creazione di campi per vari sport, segnatamente ideati per i ragazzi delle scuole e i giovani. Fin dai primi anni la struttura ospitò importanti eventi sportivi: nel 1923 il campionato sudamericano di pugilato, nel 1926 il Campeonato Sudamericano de Football e nel 1927 la quinta edizione dei Campionati sudamericani di atletica leggera. Il campo da calcio era orientato da est a ovest, anziché da nord a sud, com'era tradizione fare per evitare che il sole interferisse con la visuale dei giocatori. In occasione del Campeonato Sudamericano de Football, massima competizione calcistica del continente sudamericano, fu sede unica di tutti i 10 incontri.
L'11 novembre 1927, gli impianti sportivi sono divenuti proprietà della PUC e della Federazione Sportiva UC, e, per estensione, del Club Deportivo Universidad Católica, dalla sua fondazione definitiva il 21 aprile 1937, a causa del collegamento tra l'Università e la Casa degli Studi CDUC. Quando Católica assunse la proprietà dello stadio, questo diventò il secondo dei quattro stadi posseduto dal club cileno.
Il 19 novembre 1927, l'Università Cattolica si scontrò con il Club dell'Università de Chile, fondato mesi prima, come precedente dell'Università Classica. Nella partita di calcio, che ha fatto seguito alle gare di atletica, si è giocata la coppa in occasione della “Giornata dell'Università Cattolica”. La vittoria è stata per Católica per 2:0.
Nel 1933 vi si tenne lo spareggio decisivo per l'assegnazione del titolo del primo campionato professionistico cileno tra Magallanes e Colo-Colo. Lo stadio di calcio fu poi demolito nel 1937, lasciando spazio all'Estadio Nacional de Chile, inaugurato l'anno successivo.